# Vincent Laigle
Pour les articles homonymes, voir Laigle (homonymie).
Vincent Laigle, né le 23 janvier 1973 à Audincourt (Doubs), est un joueur de badminton français, spécialiste de double hommes. Dans cette discipline, il fut n°1 français de 1994 à 2004 et représenta la France sur toutes les compétitions de référence. 
Il a eu pour principaux partenaires durant ces dix années en séniors, Manuel Dubrulle (1994-1999) et Svetoslav Stoyanov (2000-2004). 
Il a remporté un total de 17 tournois internationaux de double homme en huit années, principalement dans les pays de l'Est et ibériques avec ces deux coéquipiers, et de 11 championnats de France dans 4 catégories d'âges différentes, dont deux en simple hommes.
Avec Stoyanov, ils parviennent à la 13e place mondiale en novembre 2002.
Après sa carrière de joueur, en 2004, il devient responsable et entraîneur du pole espoirs puis du pole France Jeune de Strasbourg. Il a notamment suivi pendant trois saisons, Delphine Lansac, sélectionnée olympique à Rio en 2016.

## Palmarès

### International
| Année | Titre                    | Discipline    | N° | Partenaire              |
| ----- | ------------------------ | ------------- | -- | ----------------------- |
| 1999  | Championnat du monde WBF | Double hommes | 33 | avec Manuel Dubrulle    |
| 1999  | Championnat du monde WBF | Double mixte  | 33 | avec Amélie Decelle     |
| 2003  | Championnat du monde WBF | Double hommes | 17 | avec Svetoslav Stoyanov |

| Année     | Titre                                    | Discipline    | N° | Partenaire              |
| --------- | ---------------------------------------- | ------------- | -- | ----------------------- |
| 1996 - 1  | Internationaux de Slovénie               | Double hommes | 1  | avec Manuel Dubrulle    |
| 1998 - 2  | Internationaux d'Espagne                 | Double hommes | 1  | avec Manuel Dubrulle    |
| 1999 - 3  | Internationaux de Roumanie               | Double hommes | 1  | avec Manuel Dubrulle    |
| 1999 - 4  | Internationaux de Slovénie (2)           | Double hommes | 1  | avec Manuel Dubrulle    |
| 1999 - 5  | Internationaux de Slovaquie              | Double hommes | 1  | avec Manuel Dubrulle    |
| 1999 - 6  | Internationaux du Portugal               | Double hommes | 1  | avec Manuel Dubrulle    |
| 2000 - 7  | Volant d'Or de Toulouse                  | Double hommes | 1  | avec Svetoslav Stoyanov |
| 2001 - 8  | Internationaux du Pays de Galles         | Double hommes | 1  | avec Svetoslav Stoyanov |
| 2001 - 9  | Internationaux de France (Open de Paris) | Double hommes | 1  | avec Svetoslav Stoyanov |
| 2002 - 10 | Internationaux de Croatie                | Double hommes | 1  | avec Svetoslav Stoyanov |
| 2002 - 11 | Internationaux de Tchéquie               | Double hommes | 1  | avec Svetoslav Stoyanov |
| 2002 - 12 | Volant d'Or de Toulouse (2)              | Double hommes | 1  | avec Svetoslav Stoyanov |
| 2002 - 13 | Internationaux d'Espagne (2)             | Double hommes | 1  | avec Svetoslav Stoyanov |
| 2003 - 14 | Internationaux de Slovaquie (2)          | Double hommes | 1  | avec Svetoslav Stoyanov |
| 2003 - 15 | Internationaux de République dominicaine | Double hommes | 1  | avec Svetoslav Stoyanov |
| 2003 - 16 | Internationaux de Croatie (2)            | Double hommes | 1  | avec Svetoslav Stoyanov |
| 2003 - 17 | Internationaux d'Irlande                 | Double hommes | 1  | avec Svetoslav Stoyanov |

### National
| Saison    | Titre                               | Discipline    | N° | +/- Partenaire          |
| --------- | ----------------------------------- | ------------- | -- | ----------------------- |
| 1988/1989 | Championnat de France cadets        | Double hommes | 1  | avec Pascal Robinson    |
| 1988/1989 | Championnat de France cadets        | Simple hommes | 1  | Vincent Laigle          |
| 1990/1991 | Championnat de France juniors       | Double hommes | 1  | avec Pascal Robinson    |
| 1990/1991 | Championnat de France juniors       | Simple hommes | 1  | Vincent Laigle          |
| 1994/1995 | Championnat de France séniors       | Double hommes | 1  | avec Manuel Dubrulle    |
| 1995/1996 | Championnat de France séniors       | Double hommes | 1  | avec Manuel Dubrulle    |
| 1996/1997 | Championnat de France universitaire | Double hommes | 1  | avec David Toupé        |
| 1996/1997 | Championnat de France séniors       | Double hommes | 1  | avec Manuel Dubrulle    |
| 1997/1998 | Championnat de France séniors       | Double hommes | 1  | avec Manuel Dubrulle    |
| 1998/1999 | Championnat de France séniors       | Double hommes | 1  | avec Manuel Dubrulle    |
| 2001/2002 | Championnat de France séniors       | Double hommes | 1  | avec Svetoslav Stoyanov |